# Väinö Vainio
Väinö Heikki Vainio, född 16 oktober 1892 i Hiitola, död 4 november 1989 i Vasa, var en finländsk militär och generalmajor (1946).
Vainio avlade studentexamen i Kexholm 1914 och anslöt sig på hösten följande år till Kungliga preussiska jägarbataljonen 27 i Lockstedt. Han deltog 1916 på kommendering i hemlandet i den så kallade kalabaliken i Simo (skildrad av honom själv i bokform 1968) och återvände till Tyskland för att sedan tillsammans med jägarnas huvudtrupp landstiga i Vasa. Under kriget 1918 tjänstgjorde han som plutonchef och sårades vid Tammerfors.
Vainio genomgick Krigshögskolan 1927 och var på 1930-talet bland annat chef för Kymmenedalens skyddskårsdistrikt. Han var pionjärkommendör för armén på Karelska näset under vinterkriget och för Karelska armén samt Aunusgruppen under fortsättningskriget. Han utgav flera böcker, bland dem sockenhistoriker och fiskeskildringar.